# だるま太陽

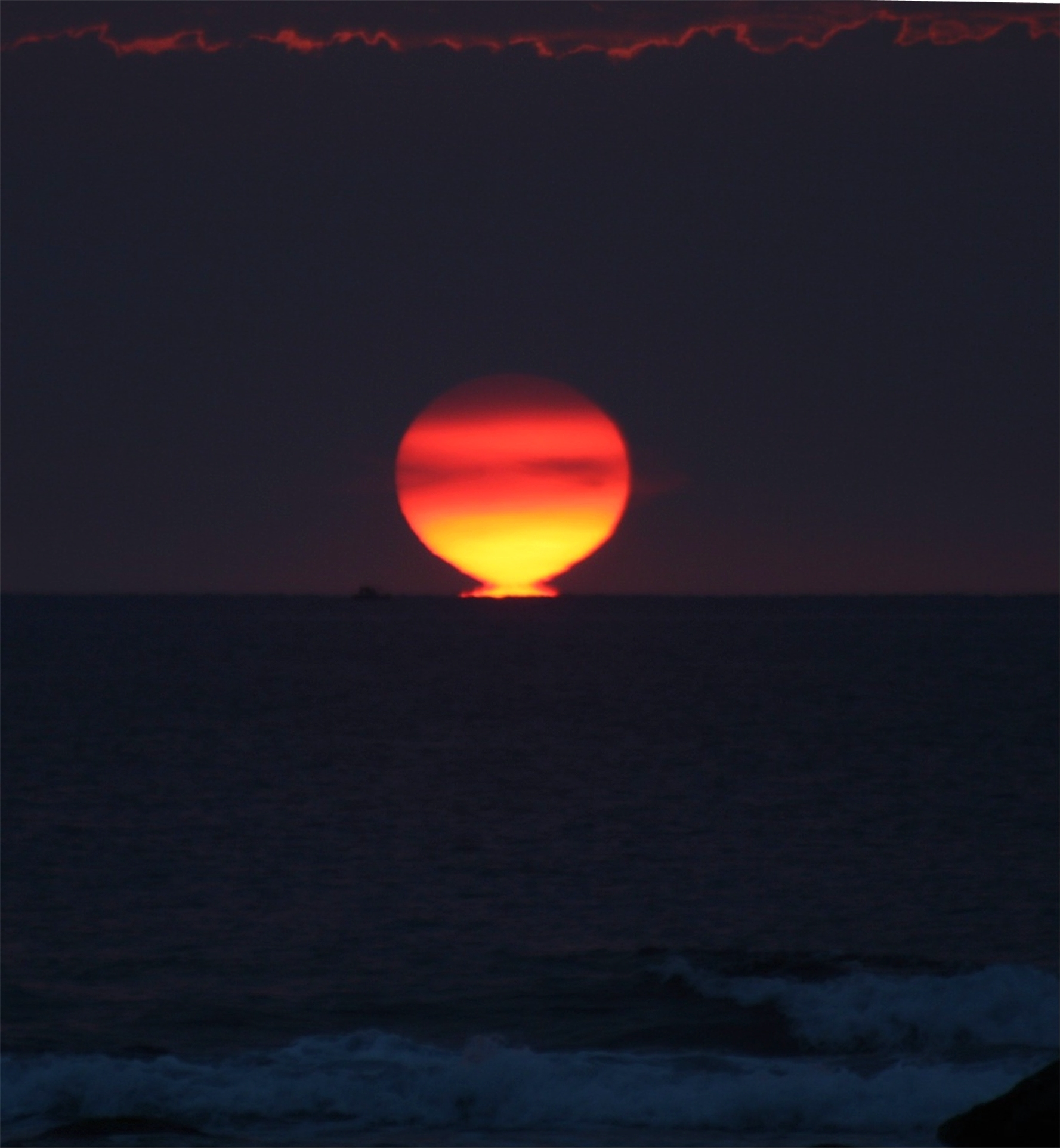
だるま太陽の一例

だるま太陽（だるまたいよう）は太陽の蜃気楼現象の一種で、水平線に朝日や夕日が「だるま」のように歪んで見える現象である。達磨太陽、オメガサン、だるま朝日、だるま夕日、達磨朝日、達磨夕日、とも言われる。

## 概要
海上付近に太陽が見える位置のとき、太陽の隠れた部分がΩ状に広がって見える場合がある。冬によく起こる現象である。そのことから、空気の気温差により蜃気楼ができるのだろうと考えられる。　

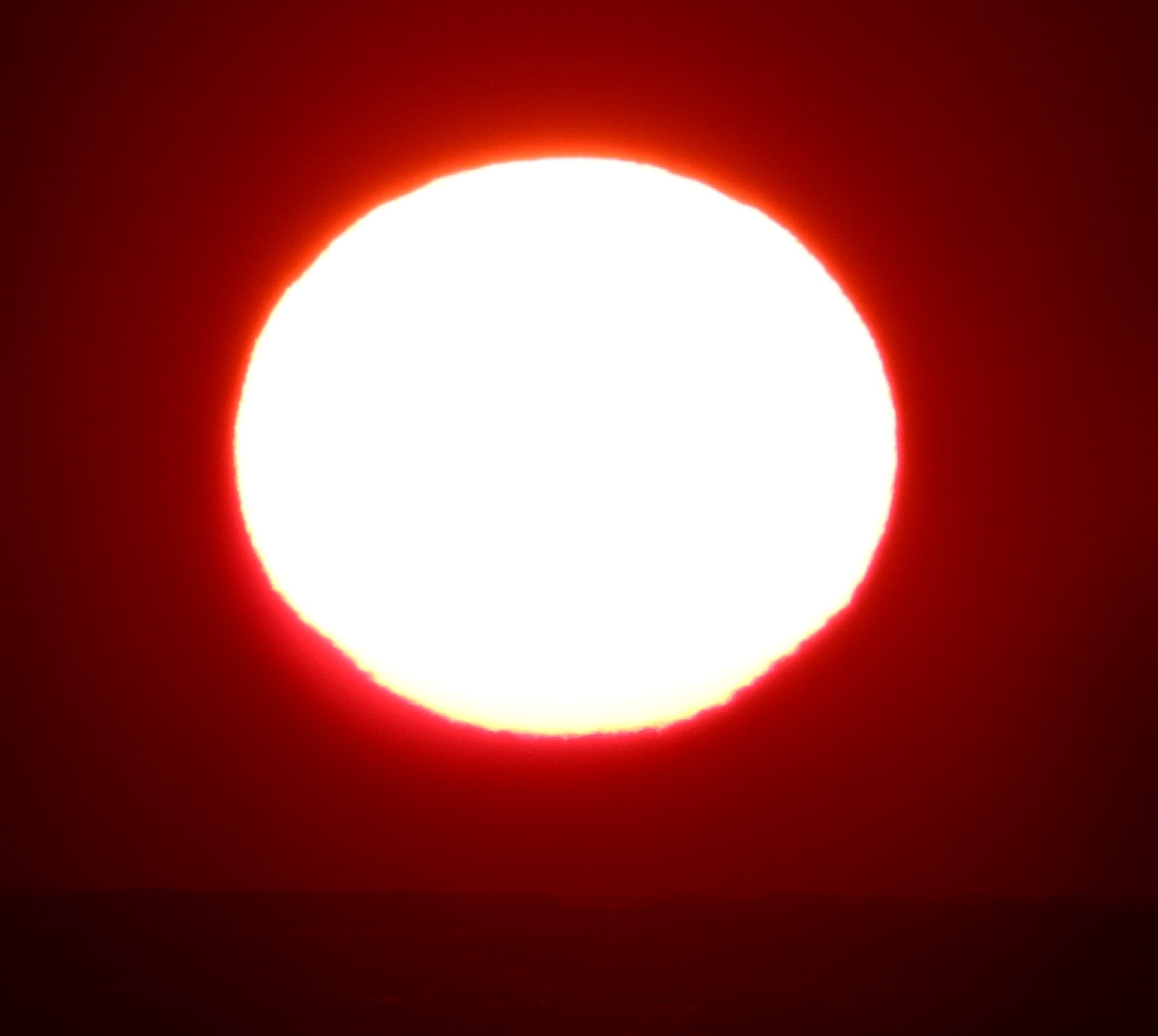
室戸岬にて
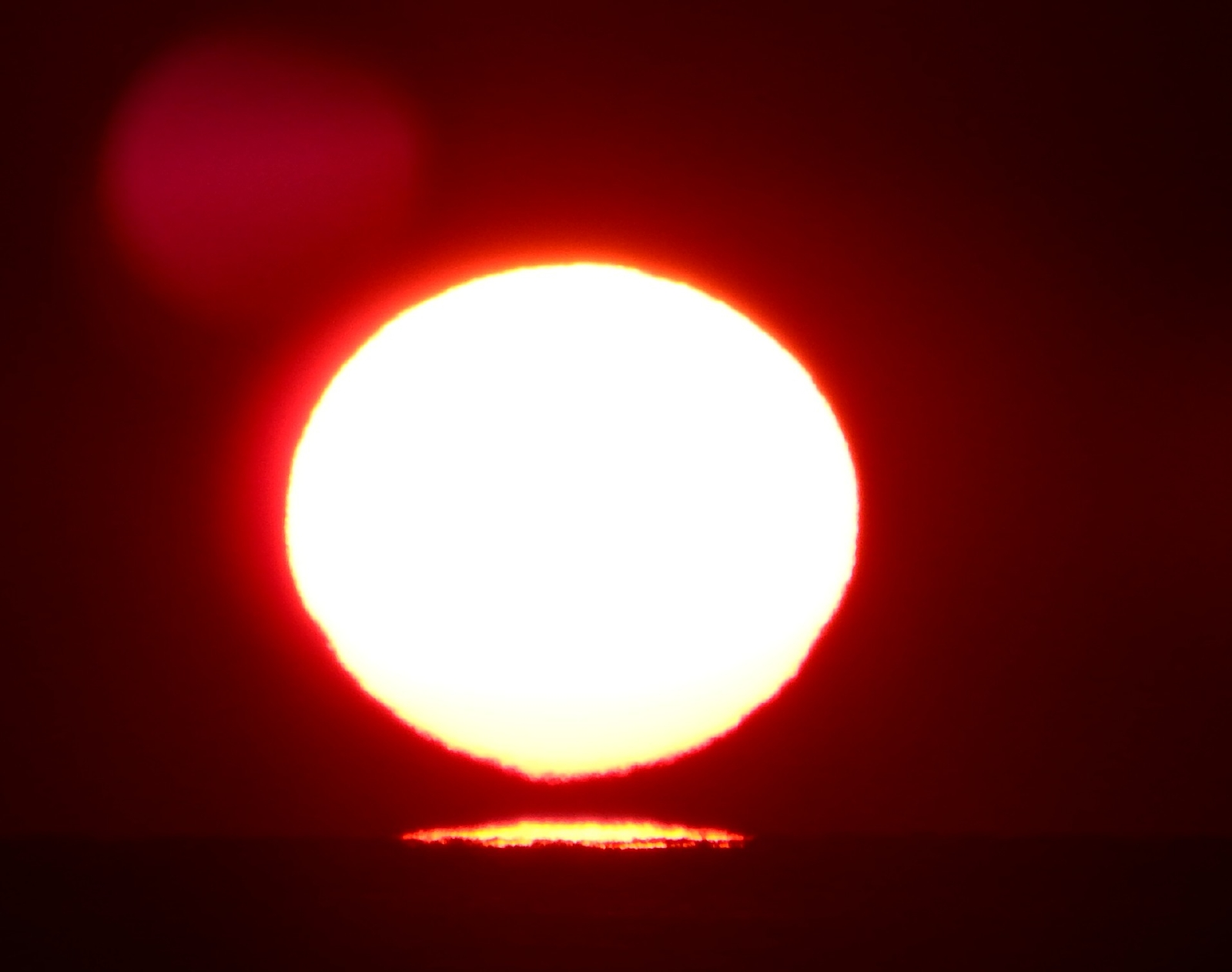
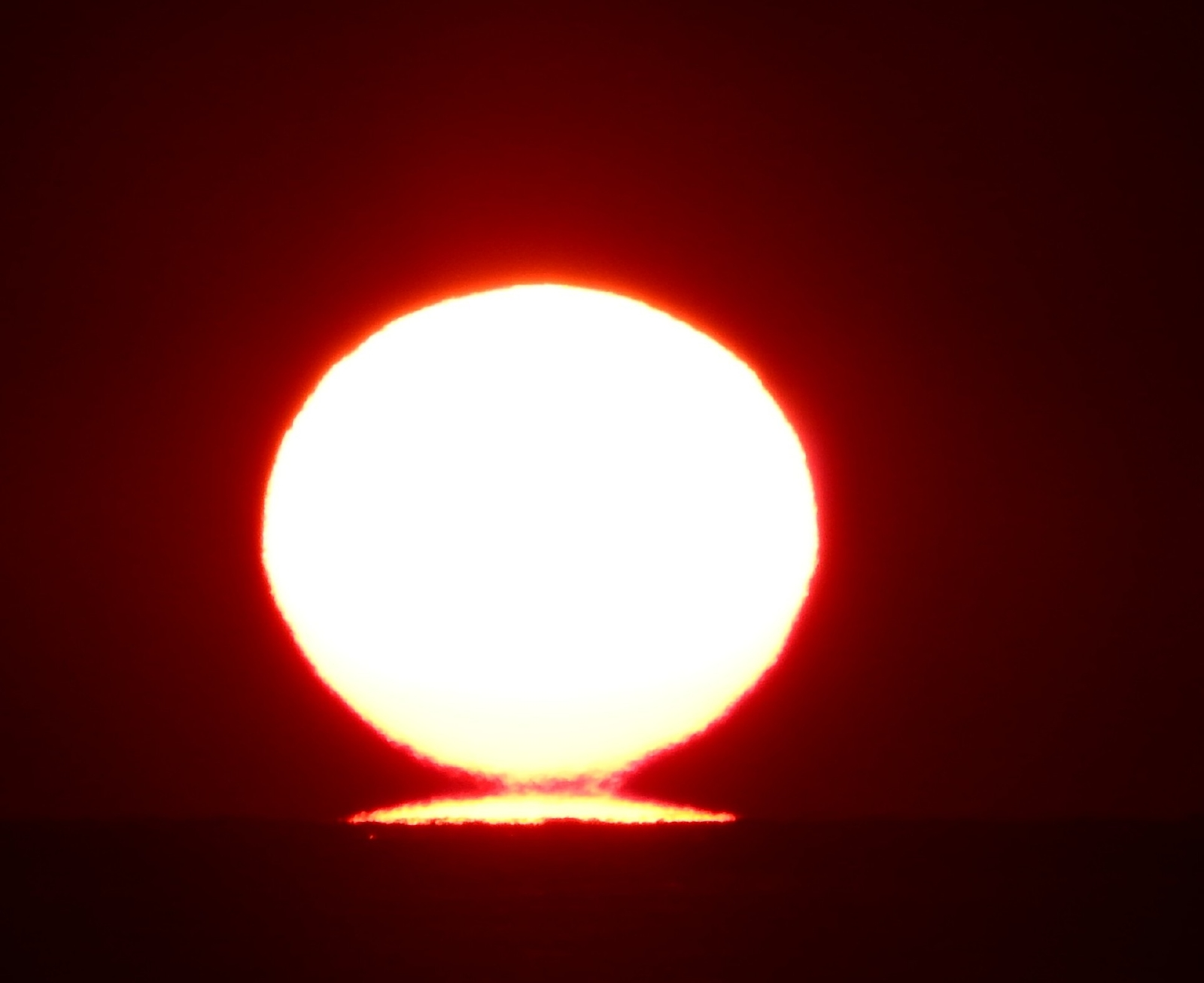
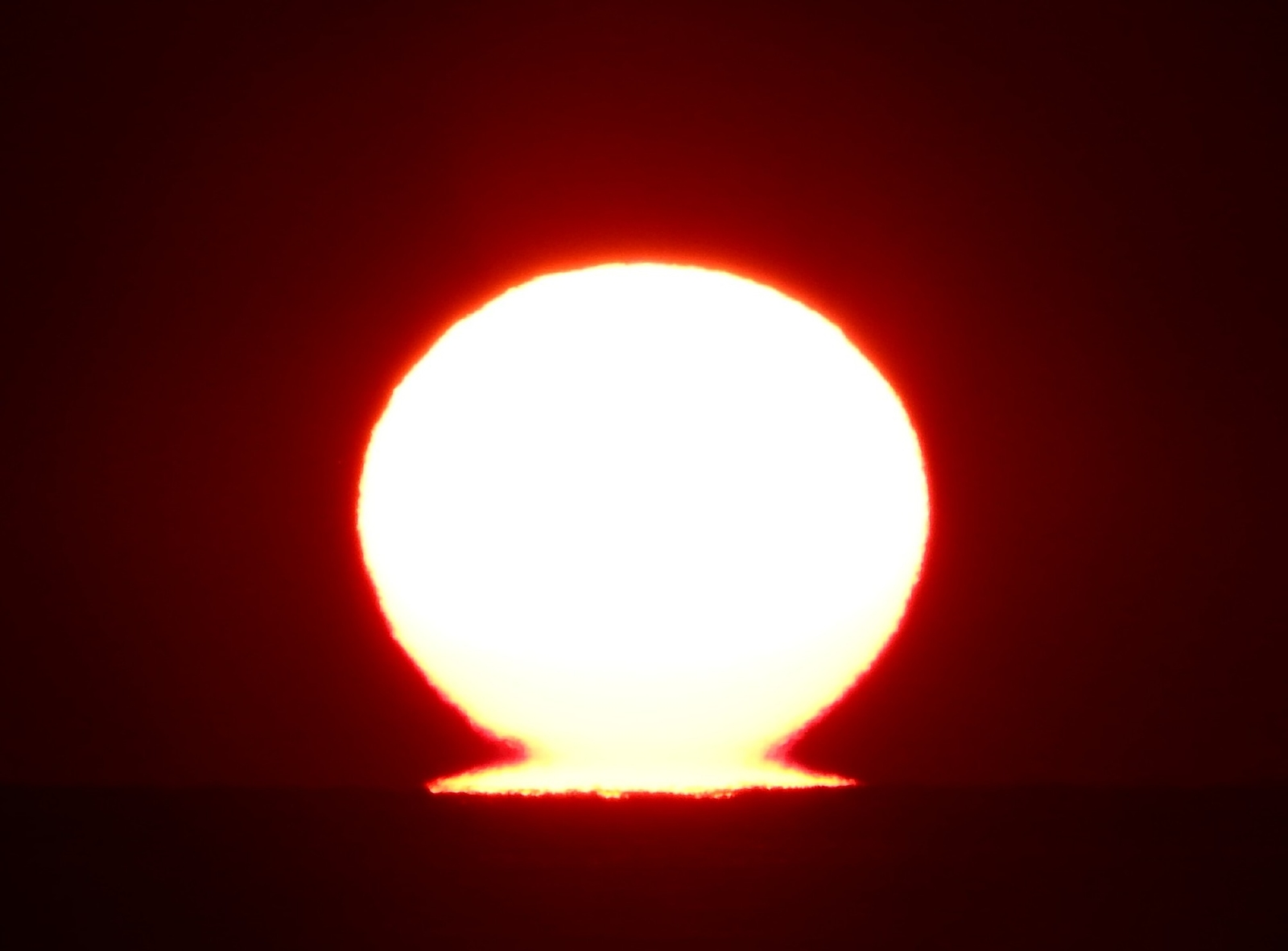
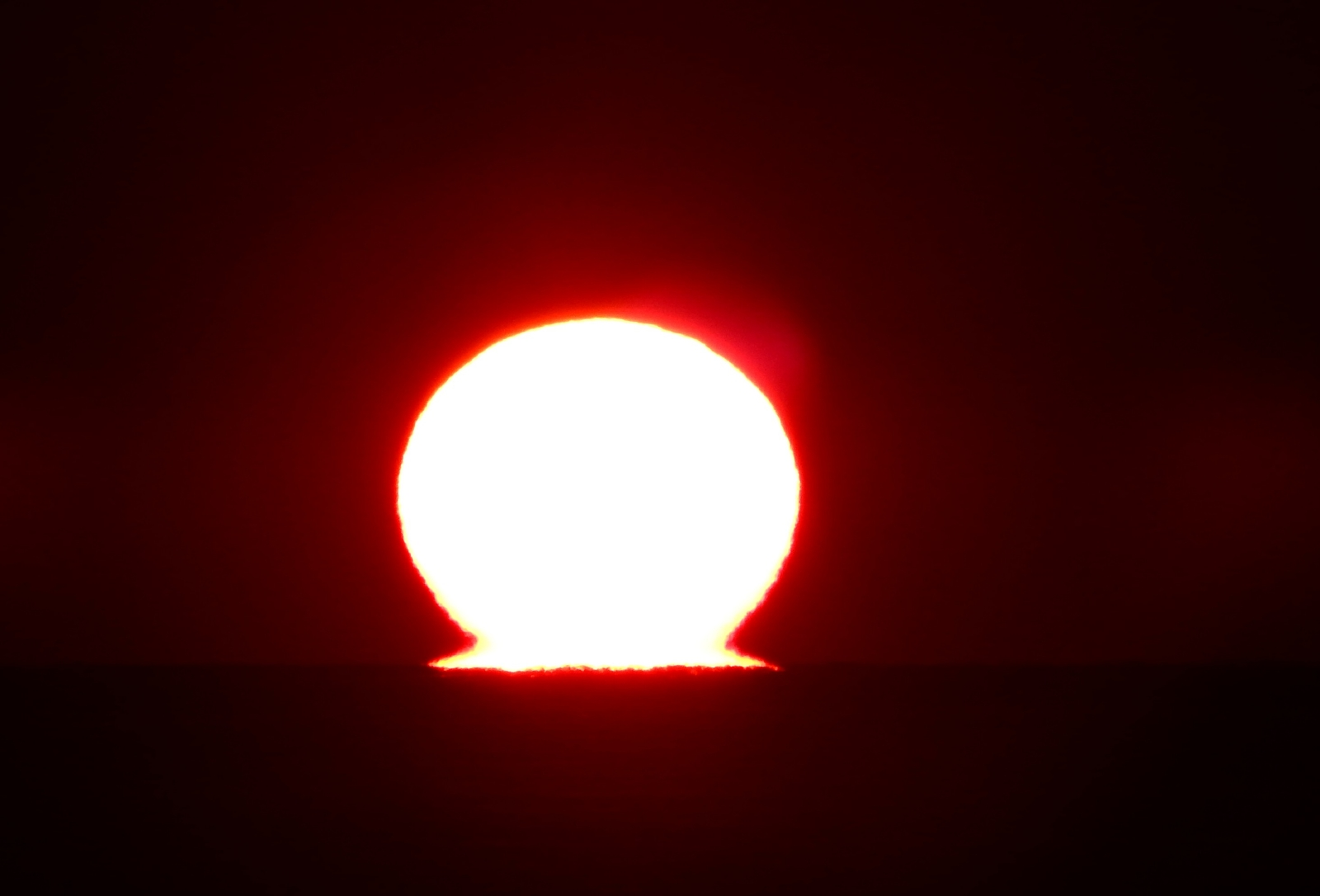
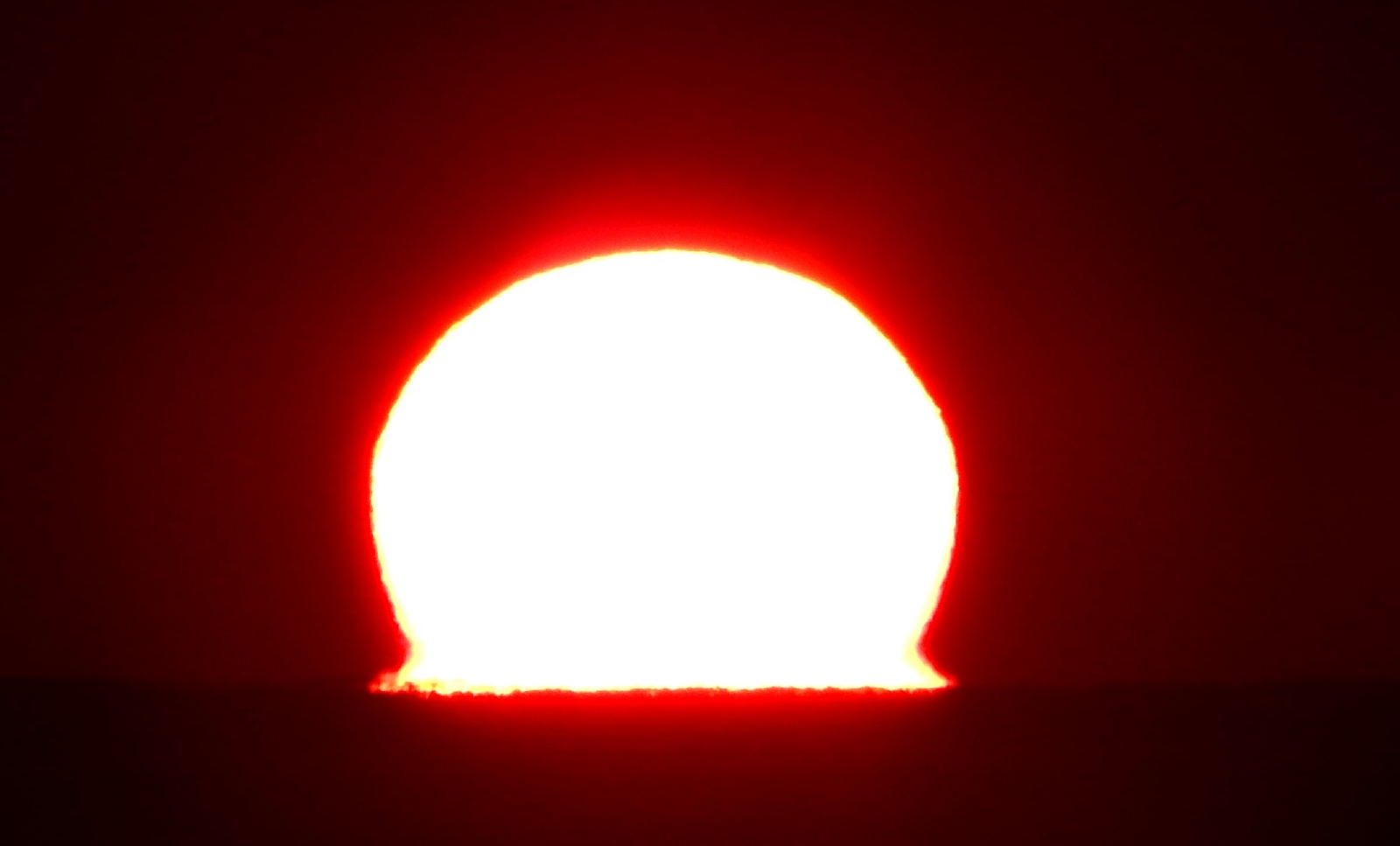
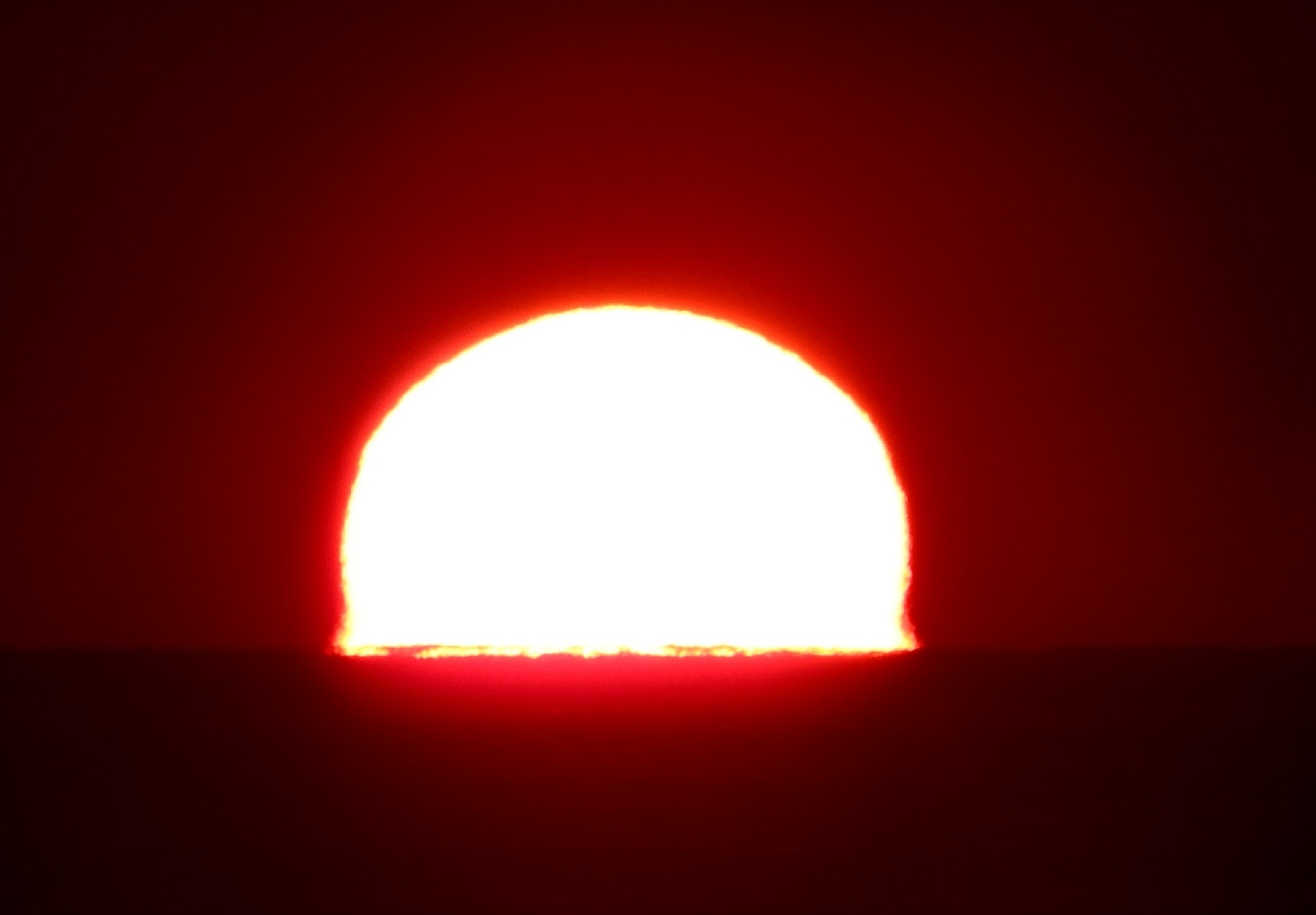
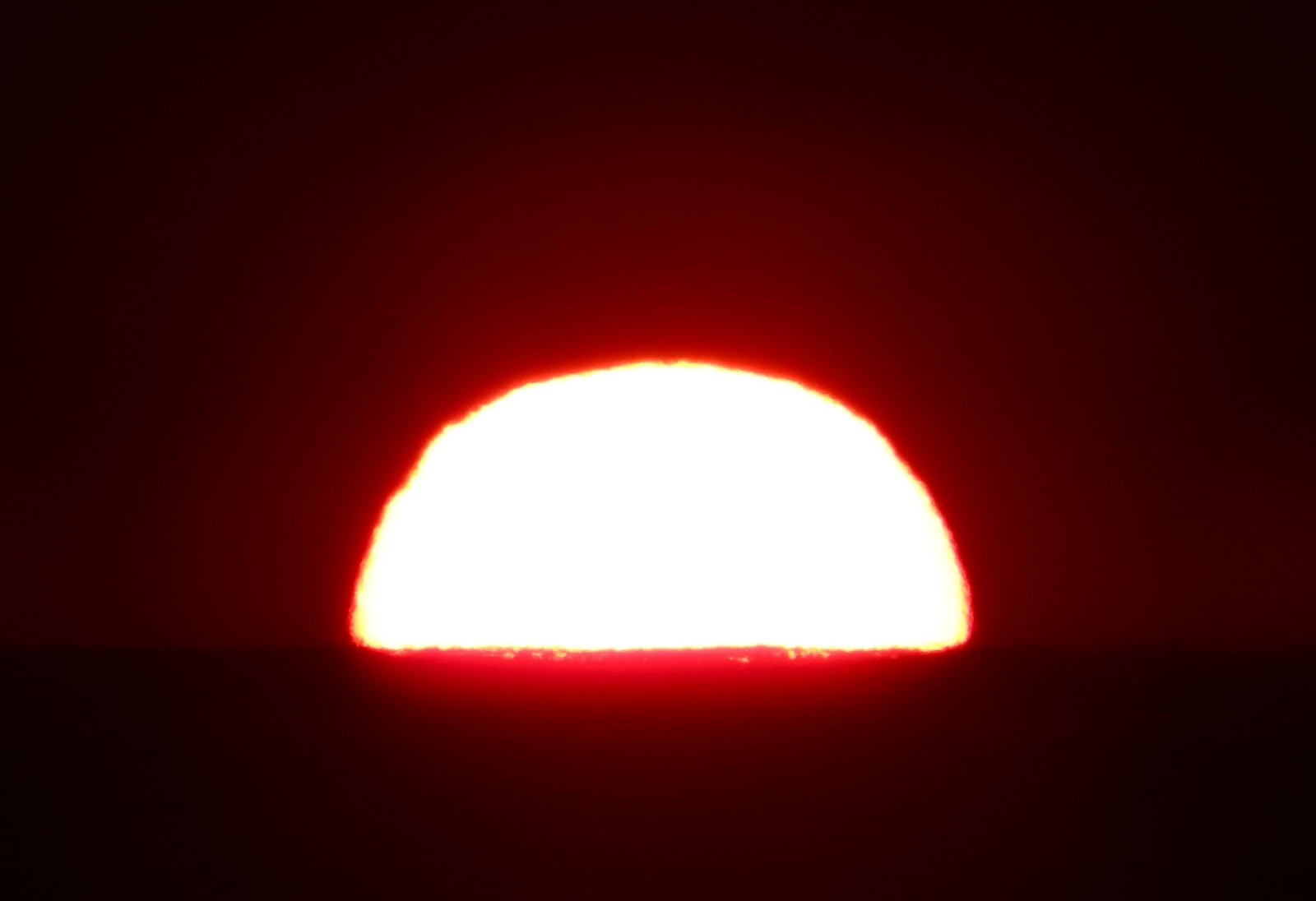
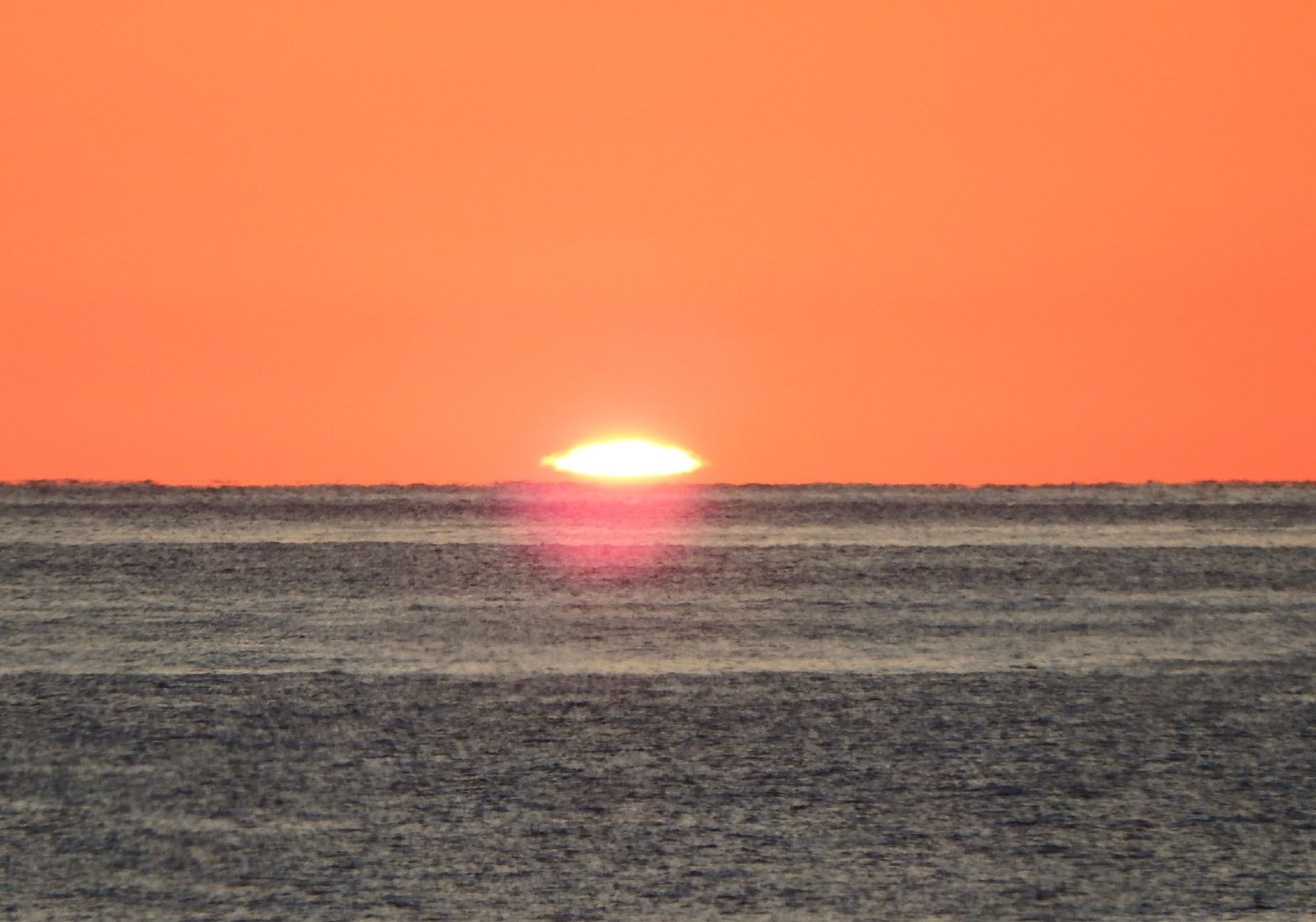
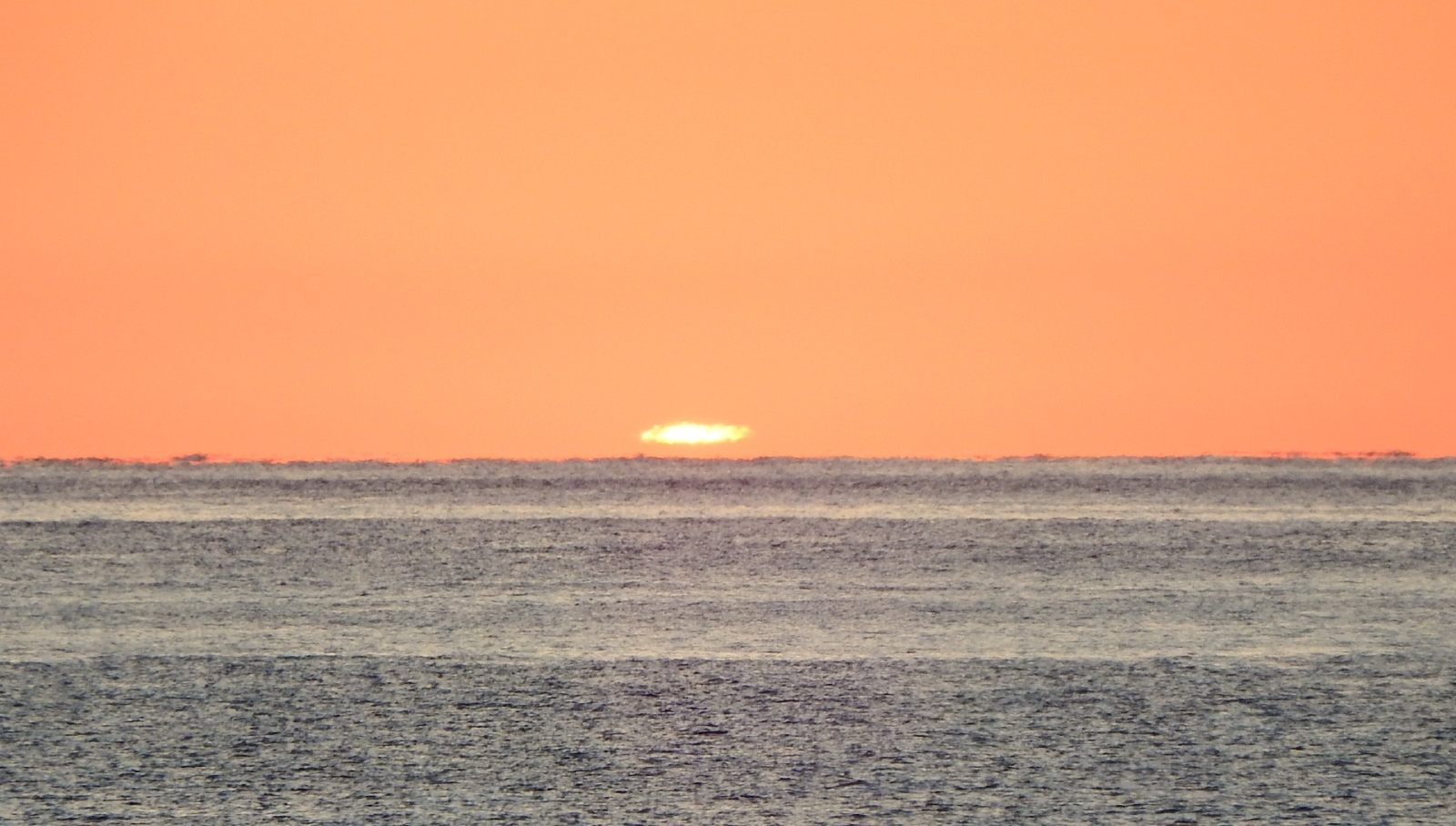